# Hard rock
Hard rock je hudební styl, vycházející z rock and rollu, jehož kořeny vychází z garage a Blues-rocku (uvádí se i psychedelický rock) začátku 60. let. Termín je používán jako „deštník“ pro styly jako punk a grunge, na rozdíl od pop-rocku, hraného v rádiích. Charakteristický je zkresleným (silově deformovaným) zvukem elektrických kytar, baskytary a bicích.
Termín Hard Rock je často aplikován na víc stylů rockové hudby, které jsou odchylkami „radiového“ pop rocku a jen všeobecně navazují na tento styl. Například punk rock, který využívá rychlejší tempo a méně akordů (také silově deformovaných) a styl grunge kombinující punk rock s heavy metalem.

## Charakteristika
Nejčastěji se používá pětistupňová notová škála typická pro blues. Na rozdíl od tradičního rokenrolu, který přebírá prvky z klasického blues, hard rock využívá prvky britského blues, které má rychlejší rytmus a ve kterém se využívá více moderních nástrojů jako jsou elektrické kytary (sólové a doprovodné) a baskytara, bicí a někdy i klávesové nástroje.

## Historie

### Formování
Britské rockové skupiny jako například The Rolling Stones, The Beatles, The Yardbirds, The Who a The Kinks modifikovaly standardní rock'n'roll přidáváním tvrdšího zvuku, těžšími kytarovými riffy, dunivými bicími a hlasitým zpěvem. Tento zvuk se stal základem pro hardrockový styl. Rané skladby byly například Helter Skelter, I Want You (She’s So heavy) a Hey bulldog od The Beatles, I Can See for Miles od The Who a „You Really Got Me od The Kinks.
V této době Jimi Hendrix produkoval novou formu blues ovlivněnou psychedelickým rockem, který byl kombinací jazzu, blues a rock'n'rollu. Byl jedním z prvních kytaristů, kteří experimentovali s novými kytarovými efekty jako byla modulace, zpětná vazba a deformace zvuku.
Na konci 60. let skupiny Black Sabbath a Led Zeppelin začaly mísit rané britské rockové skladby do tvrdší ohraničené formy, kterou nazývaly Blues rock.
Typickým příkladem blues-rockového stylu, který zároveň reprezentuje začátky hard rocku, je první album od skupiny Led Zeppelin z roku 1969 Led Zeppelin I. Ve skladbách alba jsou jasné základy blues a některých známých skladeb bluesových muzikantů. Třetí album od skupiny Led Zeppelin (Led Zeppelin III) bylo oproti druhému později ve stylu progresivního (i když tvrdě laděného) rocku.
Hudba skupiny Black Sabbath byla v hard rocku vskutku revoluční. Byla typická temně laděnými texty skladeb, tvrdými kytarovými riffy a atmosférou těžké hudby. Tato atmosféra transformovala tehdejší hard rock do formy heavy metalu. V roce 1970 skupina Black Sabbath vydala první heavy metalové album „Black Sabbath“.
Zároveň se na hardrockovou scénu uvedla skupina Deep Purple svými alby „Shades of Deep Purple“ (1968), „The Book of Taliesyn“ (1968) a Deep Purple (1969). Hardrocková transformace skupiny Deep Purple pokračovala alby Deep Purple in Rock a Machine Head, které je také považováno i za jeden z prototypů nejen pro vznik heavy metalu, ale i speed metalu. Skladba Highway Star, která se tu nachází, je považovaná za první speed metalovou skladbu.

### 70. léta
Další skupina, Nazareth, dosáhla spojení mezi hardrockem a komerčním úspěchem při vydání desky Hair of the Dog, čímž způsobila nárůst počtu skupin, které začaly hrát v tomto stylu.
Hard rock 70. let se začal členit do dalších „subžánrů“.
Alice Cooper v roce 1972 vydal první tzv. shock rockové album „School’s Out“.
V následujících letech vydali své debuty Aerosmith, Queen a Lynyrd Skynyrd, kteří svými alby demonstrovali možnosti rozšíření hardockového stylu.
V roce 1974 vydala své debutové album skupina Bad Company a skupina Queen přišla se svým třetím albem Sheer Heart Attack a skladbou Stone Cold Crazy. Album ovlivnilo pozdější Thrash metalové muzikanty jako Metallica a Megadeth.
Skupina Queen dokázala dokonce spojit zpěv, kytarovou hudbu s glam rockem, heavy metalem, progresivním rockem a operou.
Skupina Kiss vydala téměř za jeden rok svoje první tři alba: Kiss, Hotter Than Hell a Dressed to Kill a dosáhla komerčního úspěchu svým koncertním dvojalbem Alive!.
Smrtí Tommyho Bolina se roku 1976 rozpadla skupina Deep Purple. V roce 1977 zemřel při leteckém neštěstí Ronnie Van Zant, zpěvák z Lynyrd Skynyrd. O rok později zemřel na předávkování drogami Keith Moon, bubeník ze skupiny The Who.
Pronikáním stylu disco v USA a punk rocku v Británii začal hard rock ztrácet na popularitě.
Styl disco oslovoval o mnoho širší publikum a punk si získal o mnoho víc rebelující mládež než hard rock. Mezitím se i skupina Black Sabbath posunula od temného stylu svých raných děl vydáním alba Technical Ecstasy.
V roce 1978 vznikla hardrocková skupina Van Halen. Hudba této skupiny byla založená na kytarové zručnosti jejich sólového kytaristy Eddieho Van Halena. Podmaňující je hlavně song Eruption z alba Van Halen.
V roce 1979, když australská skupina AC/DC vydala své šesté studiové album Highway to Hell, se začal prohlubovat rozdíl mezi metalem a hardrockem. Hudba AC/DC byla víc založená na R&B. Rok 1979 je rovněž rokem rozchodů. V tomto roce vrcholí rozpory mezi zpěvákem Ozzy Osbournem a kytaristou Tony Iommim uvnitř skupiny Black Sabbath. Osbourne záhy Black Sabbath opouští. Názorové rozepře se rovněž nevyhýbají skupině Rainbow bývalého kytaristy Deep Purple, Ritchie Blackmora. Skupinu opouští frontman Ronnie James Dio, který záhy nahrazuje Ozzyho. Skupinu UFO opouští kytarista Michael Schenker.

### 80. léta
Po osudné smrti bubeníka skupiny Johna Bonhama se roku 1980 rozpadla skupina Led Zeppelin. Zpěvák Bon Scott ze skupiny AC/DC zemřel také v roce 1980. Smrtí těchto osobností končila éra klasických hardrockových skupin. Některé skupiny, jako například Queen, se stylově přiblížily k popu. AC/DC nahráli s novým zpěvákem Brianem Johnsonem album Back in Black, které se stalo druhým nejprodávanějším albem všech dob ve svém žánru. Po tomto úspěchu se rozhodl i Van Halen vydávat alba s hardrockem, který je víc přijatelnější pro rádia.
V roce 1981 americká skupina Mötley Crüe vydala album Too Fats For Love, které se stalo základem pro vznikající žánr nazvaný glam metal. O rok později s tímto žánrem úspěšně prorazily skupiny Twisted Sister a Quiet Riot. Album Metal Health od Quiet Riot je prvním heavy metalovým albem, které dosáhlo první příčky žebříčku Billboard v USA.
Anglická hard rocková skupina Def Leppard vydala album Pyromania, které dosáhlo druhé příčky v amerických žebříčcích. Jejich styl byl mixem glam rocku, heavy metalu a klasického rocku nahraným tak, aby byl přijatelný pro rádia. Tento způsob mixovaní stylů potom ovlivnil mnoho hardrockových a glamrockových skupin 80. let.
V roce 1983 Mötley Crüe vydali album Shout at the Devil, které se stalo obrovským hitem. Album 1984 od Van Halena dosáhlo obrovského úspěchu druhou příčkou v žebříčku alb Billboardu. Skladba „Jump“ dosáhla v singlovém žebříčku první místo a je považovaná za jeden z nejpopulárnějších rockových songů, který kdy byl zkomponován. Na rozdíl od předešlých klasických kytarových skladeb Van Halen použil v albu 1984 klávesy a syntezátory.
Pozoruhodný úspěch v žebříčcích popularity v roce 1987 dosáhli také Guns N' Roses albem Appetite for Destruction a Def Leppard dosáhli první místo v žebříčku alb Billboardu s albem Hysteria, Mötley Crüe albem Girls, Girls, Girls, Whitesnake vydali v roce 1987 své první úspěšné album.
Skupiny Dinosaur Jr a Sonic Youth dosáhly první úspěchy pro underground v USA, který se stal hlavním proudem vývoje rockové hudby 90. let.
Roku 1988 skupina Skid Row vytvořila své první album nazvané Skid Row a vydané roku 1989, Skupina Mother Love Bone měla na konci 80. let krátký oslnivý úspěch v kariéře před svou přeměnou na skupinu Pearl Jam.

### 90. léta
Roku 1991 den před svou smrtí oznámil Freddie Mercury, že má AIDS.
Začátek 90. let byl v znamení skupin Guns N' Roses a Metallica. V roce 1991 byly vydána jejich multiplatinová alba: Black Album od skupiny Metallica a Use Your Illusion I a II od Guns N' Roses. Tuto situaci zachránilo nové směřování hardrockového stylu, které bylo pojmenováno grunge.
Hlavními představiteli stylu grunge byly skupiny Nirvana, Pearl Jam, Soundgarden a Alice in Chains. Ačkoliv byl grunge krom punk rocku/hardcore ovlivněn i klasickým hard rockem a heavy metalem, skupiny vystupovaly proti pompézním heavy rockovým kapelám čímž znegovaly celá osmdesátá léta, která se nesla na vlně glam metalu. Především skupiny Soundgarden, Alice in Chains a Nirvana byly ovlivněny metalovou hudbou 70. a 80. let.
Skupina Alice in Chains měla svůj vlastní heavy metalový styl.
Do tohoto proudu se začlenily i skupiny The Screaming Trees, Mudhoney a pár skupin, které neměly kořeny v Seattlu, jako například Stone Temple Pilots, Nudeswirl, Prong a Hum.
V Británii to byly skupiny Swervedriwer, Catherine Wheel a Ride, které demonstrovaly kytarovou hudbu hardrockových kapel 70. a 80. let.
Když popularita skupin z 80. do 90. let, jako například Metallica, přetrvávala dál, některé další skupiny začaly opět hrát mix metalu s dalšími elektrickými nástroji. Tyto skupiny byly známy pod názvem alternativní metaloví muzikanti, odnož alternativního rocku. Někteří, jako Primus, Red Hot Chili Peppers, Rage Against the Machine, Living Colour a White Zombie, spojovali funky s metalovým stylem.
Faith No More, Mr. Bungle spojili s hardrockem ještě víc žánrů od rapu po soul…

## Nejznámější interpreti hardrockové hudby

### Svět
- AC/DC
- Aerosmith
- Airbourne(Austrálie)
- Alice Cooper
- Amboy Dukes
- April Wine
- Asia
- Avenged Sevenfold（USA)
- Bad Company
- Blackfoot
- Black Sabbath
- Black Veil Brides
- Blue Cheer
- Blue Murder
- Blue Öyster Cult
- Boston
- Bon Jovi
- Budgie
- Cactus
- Cream
- Crush 40
- Deep Purple
- Def Leppard
- Rick Deringer
- Dio
- Europe
- Evanescence
- Focus
- Foreigner
- Free
- Gamma
- Gary Moore
- Genesis
- Girl
- Girlschool
- Grand Funk Railroad
- Guns N' Roses
- HIM
- Cheap Trick
- Ian Gillan
- James Gang
- Jethro Tull
- Jimi Hendrix
- Joan Jett & Black Hearts
- Journey
- Judas Priest
- Kansas
- Kiss
- Krokus
- L. A. Guns
- Led Zeppelin
- Lordi
- Meat Loaf
- Magnum
- Mahogany Rush
- Metallica
- Molly Hatchet
- Montrose
- Michael Schenker Group
- Mötley Crüe
- Iron Maiden
- Motörhead
- Mountain
- Nazareth
- Neurotic Outsiders
- Ozzy Osbourne
- Papa Roach
- Queen
- Quiet Riot
- Rainbow
- Riot
- Rolling Stones
- Rose Tattoo'‘'
- Rush
- Saxon
- Scorpions
- Slade
- Status Quo
- Styx
- Suzi Quatro
- Sweet
- Ted Nugent
- The Who
- Thin Lizzy
- Tool
- Trapeze
- T. Rex
- Pat Travers
- Triumph
- Twisted Sister
- Uriah Heep
- Van Halen
- Whitesnake
- Wishbone Ash
- ZZ Top

### Česko a Slovensko
- Jiří Schelinger & Skupina F.R.Čecha
- Arakain
- Bastard
- Black Bull
- Citron
- Dead Daniels
- Doga
- Elán
- Hamr
- Kabát
- Katapult
- Kern
- Kreyson
- Lucie
- Metalinda
- Medium
- Olympic
- Projektil
- Red Baron Band
- Traktor
- Tublatanka
- Vitacit